# Goran Sankovič
Goran Sankovič est un footballeur international slovène né le 18 juin 1979 et mort le 4 juin 2022. Il évoluait au poste de défenseur.

## Biographie
International, il reçoit 5 sélections en équipe de Slovénie de 2001 à 2002. Il fait partie de l'équipe slovène lors de la Coupe du monde 2002.

## Carrière
- 1996-2001 :  NK Publikum Celje
- 2001-2002 :  Slavia Prague
- 2002-2003 :  Akratitos Liosion
- 2003-2004 :  Paniónios GSS